# Municipio Aragua
Aragua es uno de los 21 municipios que forman parte del Estado Anzoátegui, Venezuela. Está ubicado en la zona central de dicho estado, tiene una superficie de 2624 km² y una población de 37 076 habitantes (censo 2023). El Municipio Aragua está dividido en dos parroquias, Aragua de Barcelona y Cachipo. Su capital es la ciudad homónima de Aragua de Barcelona.

## Geografía

### Organización parroquial
| Parroquia           | Superficie | Población   | Densidad       |
| ------------------- | ---------- | ----------- | -------------- |
| Aragua de Barcelona | km²        | 28.058 hab. | hab./km²       |
| Cachipo             | km²        | 1.110 hab.  | hab./km²       |
| Municipio Aragua    | 29.168 km² | 2.624 hab.  | 13,13 hab./km² |

## Política y gobierno

### Alcaldes
| Período     | Alcalde                | Partido político / Alianza | % de votos | Notas |
| ----------- | ---------------------- | -------------------------- | ---------- | --- |
| 1989 - 1992 | Germán Jiménez         | AD                         | 51,58      | Primer alcalde bajo elecciones directas                                                                                |
| 1992 - 1995 | Edgar Ramírez Parra    | AD                         | 44,52      | Segundo alcalde bajo elecciones directas                                                                               |
| 1995 - 2000 | Edgar Ramírez Parra    | MIO                        | -          | Reelecto (se realizaron elecciones generales adelantadas en el 2000 debido a la aprobación de la Constitución de 1999) |
| 2000 - 2004 | Girberto Cabrera       | SI                         | 36,04      | Tercer alcalde bajo elecciones directas                                                                                |
| 2004 - 2008 | Juan de Dios Figueredo | MVR                        | 54,49      | Cuarto alcalde bajo elecciones directas                                                                                |
| 2008 - 2013 | Juan de Dios Figueredo | PSUV                       | 52,49      | Reelecto |
| 2013 - 2017 | Oswaldo García         | PSUV                       | 45,75      | Quinto alcalde bajo elecciones directas (se postergan 1 año las elecciones municipales pautadas para finales del 2012) |
| 2017 - 2021 | Rosángela Martínez     | PSUV                       | 35,16      | Sexto alcalde bajo elecciones directas                                                                                 |
| 2021 - 2025 | Cruz Torrealba         | TUPAMARO                   | 65,10      | Séptimo alcalde bajo elecciones directas                                                                               |

### Concejo municipal
Período 2021 - 2025 
| Concejales:      | Partido político / Alianza |
| ---------------- | -------------------------- |
| Carlos Santoyo   | TUPAMARO                   |
| Nohemi Characoto | TUPAMARO                   |
| Adrian Aray      | PSUV                       |
| José Marcano     | PSUV                       |
| Andris Figuera   | PSUV                       |
| Robinson Torres  | MUD                        |
| Fernando Prepo   | (Representancion Indígena) |